# NGC 1213
NGC 1213 (другие обозначения — IC 1881, UGC 2557, MCG 6-7-45, ZWG 524.58, PGC 11789) — спиральная галактика (Sd) в созвездии Персей.
Этот объект входит в число перечисленных в оригинальной редакции «Нового общего каталога».
В галактике вспыхнула сверхновая SN 2012eg типа IIP, её пиковая видимая звездная величина составила 17,7.